# Itzstedter See
Der Itzstedter See liegt in der Gemeinde Nahe bei Itzstedt in Schleswig-Holstein.
Es handelt sich um ein natürliches Gewässer mit einer maximalen Tiefe von 7,20 m. Im Mittel beträgt die Tiefe ca. 4,2 m.
Die Vegetation des Itzstedter Sees besteht aus weit verbreiteten Arten. Naturnahe Ufergehölze sind nicht vorhanden, der Röhrichtgürtel ist durchgehend schmal ausgebildet. Die Unterwasservegetation ist nur spärlich entwickelt und setzt sich aus störungs- und eutrophierungsresistenten Arten zusammen.
Das Gelände befindet sich in Privatbesitz und wechselte 2017 den Besitzer. Am Ostufer befindet sich eine Badestelle, an der Eintritt kassiert wird. 2016 wurden 23.000 Besucher gezählt.
In der Nähe wird eine Siedlung der Ahrensburger Kultur vermutet.